# Кала-Фатлар
Кала-Фатлар (также Кучук-Мускомский исар, Калафатлар) — развалины средневекового, предположительно феодального, замка в Балаклавском районе Севастополя.
Расположен в юго-западной части Крыма, на побережье между Балаклавой и мысом Айя в 4 км юго-западнее села Резервное у одноимённой горы на вершине скалы Инжир. Название выводят от слова «калафат», что в переводе с тюркского «головной убор янычара» или по другой версии «кала-фатлар» — «крепость захватчиков». Существует версия, что замок создавался как контролирующий путь от Балаклавы вдоль берега. Предполагают, что возник он не раньше XIII века; историк Евгений Неделькин считает, что укрепление принадлежало княжеству Феодоро. Существует версия, что замок погиб ещё до основания генуэзской фактории в Чембало — разрушен генуэзцами, как угрожающий колонии.
Предположительно замок датируется XIII—XIV веком, археологические раскопки на памятнике не проводились, исследование ограничивалось глазомерной съемкой плана и сбором подъемного материала X-XI века. Первое краткое упоминание о Кучук-Мускомском исаре содержалось в не опубликованной работе Н. И. Репникова 1940 года, посвященной памятникам Южнобережья.
Стены крепости, толщиной 2,2—2,3 м, были сложены из крупных необработанных камней на песочно-известковом растворе. Перешеек между крепостью и восточными обрывами горного массива Кала-Фатлар шириной 135 м был перегорожен стеной такой же кладки при толщине 2,2—2,4 м — остатки стены выступают на поверхности на 0,8—1 м. В стене имеется проход, возле которого руины примыкающей к стене с юга двухкамерной постройки размером 9,1 на 3,5 м. Стены исара отгораживали площадку размером 33 на 35 м, на восточном фланге, вероятно, стояла башня, в настоящее время сильно разрушенная (стены сохранилась в высоту до 3 м).